# Centaurea kuhdashtensis
Centaurea kuhdashtensis — вид квіткових рослин айстрових (Asteraceae). Ендемік Ірану.

## Середовище
Росте на сухих глинах, кам'янистих схилах і осипах, на 1400–1600 метрів.

## Морфологічна характеристика
Багаторічні рослини з потовщеним кореневищем, зазвичай повністю зелені до 80 см заввишки, у нижній частині нещільно запушені. Стебло прямовисне, зверху часто розгалужене, іноді розгалужене від середини до верхньої частини. Іноді висхідні, часто розгалужені біля основи або розгалужені в серединній частині стебла густо облистнені. Прикореневі стеблові листки перистороздільні, перисто-лопатеві або перистороздільні, 44–46 × 13–15 см, кінцеві сегменти більші, ланцетно-лінійні, бічних сегментів 14–15 пар, ланцетно-лінійні, сегменти іноді лопатеві біля основи, гострі на вершині, край неправильний зубчастий. Нижні стеблові листки від перистороздільних до перисто-роздільних, непарно перисті в контурі, 35–38 × 10–11,5 см, кінцеві сегменти більші, видовжено-ланцетні, бічних сегментів 15–17 пар, видовжено-ланцетних, сегменти іноді лопатеві біля основи, гострі на верхівці, край зубчастий. Серединні стеблові листки перистороздільні, перистороздільні або перистороздільні, непарно перисті в обрисі, 10–13 × 3–5 см, край цільнозубчастий, довжиною 15–20 мм, край зубчастий. Верхні стеблові листки сидячі, прості, в обрисі від довгастого до видовжено-ланцетного, 1–3 × 0,3–0,5 см, на верхівці загострені, жилкування сітчасте, край цільний. Обгортки конічні, звужені до вершини, ромбоподібні, 10–16 × 5–7 мм. Філярії багаторядні, жовтуваті або зелені, волосисті; зовнішні — 3–5 мм, серединні — 6–8 мм, а внутрішні — 10–12 мм завдовжки. Квітки жовтувато-зелені; центральні квітки двостатеві, до 14 мм завдовжки; периферійні стерильні. Сім'янка довгаста, 1–2 мм завдовжки. Папус багаторядний: зовнішні 3–6 мм, внутрішні значно коротші.